# Caussiniojouls
Caussiniojouls é uma comuna francesa na região administrativa de Occitânia, no departamento de Hérault. Estende-se por uma área de 10,5 km². Em 2010 a comuna tinha 142 habitantes (densidade: 13,5 hab./km²).